# 가미스가야역
가미스가야역(일본어: 上菅谷駅)은 일본 이바라키현 나카시에 위치한 동일본 여객철도 스이군선의 철도역이다. 이 역을 기.종점으로 하는 히타치오타 지선의 열차가 이 역에서 출발한다. 단선 · 섬식의 형태를 합친 2면 3선의 복합 승강장 구조를 갖춘 지상역이다.

## 타는 곳
| 1 | ■ 스이군선 | 상행 | 미토 방면                                   |
| 1 | ■ 스이군선 | 하행 | 히타치오타 방면 (당 역 시발)                |
| 2 | ■ 스이군선 | 하행 | 히타치오미야 · 히타치다이고 · 고리야마 방면 |
| 2 | ■ 스이군선 | 하행 | 히타치오타 방면 (대부분 미토 발 열차)       |
| 3 | ■ 스이군선 | 상행 | 미토 방면 (히타치오미야 방면의 일부 열차)   |
| 3 | ■ 스이군선 | 하행 | 히타치오타 방면 (일부)                      |

## 이용 현황
| 승차 인원 추이 | 승차 인원 추이 |
| 연도           | 1일 평균       |
| -------------- | -------------- |
| 2000           | 854            |
| 2001           | 837            |
| 2002           | 791            |
| 2003           | 764            |
| 2004           | 775            |
| 2005           | 763            |
| 2006           | 754            |
| 2007           | 723            |
| 2008           | 676            |
| 2009           | 653            |
| 2010           | 660            |
| 2011           | 632            |
| 2012           | 648            |
| 2013           | 660            |
| 2014           | 696            |
| 2015           | 734            |

## 역 주변
- 국도 제349호선
- 나카 시청
- 미야노이케 공원

## 인접 역
| 스이군선             | 스이군선          | 스이군선                       |
| -------------------- | ----------------- | ------------------------------ |
| 나카스가야 미토 방면 | ■ 스이군선        | 히타치코노스 고리야마 방면     |
| 시·종착역            | ■ 히타치오타 지선 | 미나미사카이데 히타치오타 방면 |